# Hässleholm (Gemeinde)
Koordinaten: 56° 10′ N, 13° 46′ O

Hässleholm ist eine Gemeinde (schwedisch kommun) in der südschwedischen Provinz Skåne län und der historischen Provinz Schonen. Hässleholm ist die flächenmäßig größte Gemeinde in der Provinz. Hauptort der Gemeinde ist Hässleholm.

## Orte
Folgende Orte werden als Tätorter gelistet:
- Ballingslöv
- Bjärnum
- Emmaljunga
- Finja
- Hässleholm
- Hästveda
- Mala
- Röke
- Sjörröd
- Sösdala
- Stoby
- Tormestorp
- Tyringe
- Vankiva
- Västra Torup
- Vinslöv
- Vittsjö

## Städtepartnerschaften
- Eckernförde in Deutschland (seit 1958)